# Sollevamento pesi ai Giochi della XXX Olimpiade - 75 kg femminile
Le gare di sollevamento pesi della categoria fino a 75 kg femminile dei giochi olimpici di Londra 2012 si sono svolte il 3 agosto 2012 presso l'ExCeL Exhibition Centre.
La medaglia d'oro è stata vinta dalla spagnola Lidia Valentín, dopo la squalifica per doping delle prime tre classificate.

## Programma
Tutti gli orari sono British Summer Time (UTC+1)
| Data                   | Ora   | Gruppo   |
| ---------------------- | ----- | -------- |
| Venerdì, 3 agosto 2012 | 12:30 | Gruppo B |
| Venerdì, 3 agosto 2012 | 15:30 | Gruppo A |

## Record
Prima della competizione, i record olimpici e mondiali erano i seguenti:
| Record mondiale | Strappo | Natal'ja Zabolotnaja Russia | 135 kg | 17 dicembre 2011 Belgorod, Russia |
| Record mondiale | Slancio | Nadežda Evstjuchina Russia  | 163 kg | 10 novembre 2011 Parigi, Francia  |
| Record mondiale | Totale  | Natal'ja Zabolotnaja Russia | 296 kg | 17 dicembre 2011 Belgorod, Russia |
| Record olimpico | Strappo | Cao Lei Cina                | 128 kg | 15 agosto 2008 Pechino, Cina      |
| Record olimpico | Slancio | Cao Lei Cina                | 154 kg | 15 agosto 2008 Pechino, Cina      |
| Record olimpico | Totale  | Cao Lei Cina                | 282 kg | 15 agosto 2008 Pechino, Cina      |

Durante la competizione sono stati battuti i seguenti record:
| Record          | Evento  | Atleta                         | Valore | Data     |
| --------------- | ------- | ------------------------------ | ------ | -------- |
| Record olimpico | Strappo | Svetlana Podobedova Kazakistan | 130 kg | 3 agosto |
| Record olimpico | Strappo | Natal'ja Zabolotnaja Russia    | 131 kg | 3 agosto |
| Record olimpico | Slancio | Natal'ja Zabolotnaja Russia    | 155 kg | 3 agosto |
| Record olimpico | Totale  | Natal'ja Zabolotnaja Russia    | 286 kg | 3 agosto |
| Record olimpico | Slancio | Svetlana Podobedova Kazakistan | 156 kg | 3 agosto |
| Record olimpico | Slancio | Natal'ja Zabolotnaja Russia    | 160 kg | 3 agosto |
| Record olimpico | Totale  | Natal'ja Zabolotnaja Russia    | 291 kg | 3 agosto |
| Record olimpico | Slancio | Svetlana Podobedova Kazakistan | 161 kg | 3 agosto |

## Risultati
| Pos. | Atleta                      | Gruppo | Peso  | Strappo (kg) | Strappo (kg) | Strappo (kg) | Strappo (kg) | Slancio (kg) | Slancio (kg) | Slancio (kg) | Slancio (kg) | Totale |
| Pos. | Atleta                      | Gruppo | Peso  | 1            | 2            | 3            | Risultato    | 1            | 2            | 3            | Risultato    | Totale |
| ---- | --------------------------- | ------ | ----- | ------------ | ------------ | ------------ | ------------ | ------------ | ------------ | ------------ | ------------ | ------ |
|      | Lidia Valentín (ESP)        | A      | 74,39 | 115          | 115          | 120          | 120          | 140          | 145          | 148          | 145          | 265    |
|      | Abeer Abdelrahman (EGY)     | A      | 74,60 | 112          | 116          | 118          | 118          | 140          | 148          | 151          | 140          | 258    |
|      | Madias Nzesso (CMR)         | B      | 74,55 | 105          | 110          | 115          | 115          | 131          | 136          | 140          | 131          | 246    |
| 4    | Ewa Mizdal (POL)            | A      | 70,58 | 100          | 102          | 104          | 104          | 127          | 132          | 133          | 127          | 231    |
| 5    | Jaqueline Ferreira (BRA)    | B      | 74,12 | 95           | 100          | 102          | 102          | 121          | 126          | 128          | 128          | 230    |
| 6    | María Fernanda Valdés (CHI) | B      | 74,70 | 96           | 100          | 100          | 96           | 120          | 127          | 131          | 127          | 223    |
| 7    | Lim Ji-Hye (KOR)            | B      | 74,81 | 97           | 102          | 103          | 97           | 125          | 126          | 132          | 126          | 223    |
| 8    | Thuraia Sobh (SYR)          | B      | 73,36 | 80           | 86           | 91           | 86           | 105          | 113          | 115          | 115          | 201    |
| 9    | Khadija Mohammed (UAE)      | B      | 74,72 | 47           | 51           | 53           | 51           | 53           | 58           | 62           | 62           | 113    |
| —    | Nadežda Evstjuchina (RUS)   | A      | 74,23 | 125          | 125          | 125          | —            | —            | —            | —            | —            | —      |
| DSQ  | Svetlana Podobedova (KAZ)   | A      | 74,58 | 126          | 126          | 130          | 130          | 150          | 156          | 161          | 161          | 291    |
| DSQ  | Natal'ja Zabolotnaja (RUS)  | A      | 74,80 | 125          | 128          | 131          | 131          | 147          | 155          | 160          | 160          | 291    |
| DSQ  | Iryna Kuleša (BLR)          | A      | 74,95 | 116          | 121          | 125          | 121          | 140          | 145          | 148          | 148          | 269    |